# Рурка (Грифінський повіт)
Рурка (пол. Rurka, нім. Rörchen) — село в Польщі, у гміні Хойна Грифінського повіту Західнопоморського воєводства.
Населення — 158 осіб (2011).
У 1975-1998 роках село належало до Щецинського воєводства.

## Демографія
Демографічна структура станом на 31 березня 2011 року:
|          | Загалом | Допрацездатний вік | Працездатний вік | Постпрацездатний вік |
| -------- | ------- | ------------------ | ---------------- | -------------------- |
| Чоловіки | 81      | 16                 | 55               | 10                   |
| Жінки    | 77      | 7                  | 47               | 23                   |
| Разом    | 158     | 23                 | 102              | 33                   |